# Гельман, Александр Исаакович
Алекса́ндр (Шу́ня) Исаа́кович Ге́льман (род. 25 октября 1933, Дондюшаны, Бессарабия, Королевство Румыния) — советский и российский драматург, сценарист, поэт, публицист, общественный и политический деятель. Член ЦК КПСС (1990). Народный депутат СССР (1989—1991).

## Биография
Шуня (впоследствии Александр) Гельман родился в бессарабском местечке Дондюшаны (ныне — райцентр Дондюшанского района Молдавии) в семье Исаака Давидовича (1904—1981) и Мани Шаевны (1910—1942) Гельман. В семье говорили на идише. В начале войны семья была депортирована в бершадское гетто в Транснистрии, где погибла его мать. Младший брат и бабушка писателя погибли по пути в гетто в ходе так называемого марша смерти; в итоге из 14 депортированных членов его семьи до освобождения дожили только он и его отец.
После войны вернулся с отцом в Дондюшаны, где ещё три года учился в школе, потом поступил в профтехшколу трикотажников в Черновцах (1948—1951). Работал помощником мастера на чулочной фабрике во Львове и одновременно закончил десятый класс вечерней школы. После окончания Львовского военно-политического училища (сухопутных войск) имени Щорса (1952—1954) на протяжении 6 лет служил в армии в звании старшего лейтенанта, был командиром подразделения 410 полка береговой обороны Черноморского флота в Севастополе (1954—1957), затем отдельного подразделения 39 узла связи Камчатской военной флотилии Тихоокеанского флота (1957—1960). С 1960 года жил в Кишинёве, работал фрезеровщиком на заводе «Электроточприбор» (1960—1963). В 1960—1963 годах учился на заочном отделении Кишинёвского университета.
С 1964 года работал в Киришах диспетчером 99 СМУ 46 треста «Главзапстроя» на строительстве нефтеперерабатывающего завода, в 1966 году переехал в Ленинград. С 1966 по 1970 год работал корреспондентом ленинградских газет «Смена» и «Строительный рабочий». Писал пьесы, вступил в КПСС. В 1970—1976 годах был членом профкома ленинградских драматургов. В 1978 году переехал в Москву, где тесно сотрудничал со МХАТом.
На XXVIII Съезде КПСС в июле 1990 года избран членом ЦК КПСС. В 1989 году избран народным депутатом Верховного Совета СССР от Союза кинематографистов СССР, входил в Межрегиональную депутатскую группу. Вышел из партии в 1990 году (формально выведен из состава ЦК КПСС на январском Пленуме ЦК 1991 года).

## Семья
- Первая жена — Лилия Яковлевна Гринауцкая (род. 1935). Сын — Марат Гельман (род. 1960), окончил Московский институт связи, галерист.
- Вторая жена (с 1966 года) — Татьяна Павловна Калецкая (1937—2019), кинодраматург, дочь литературоведа и библиографа Павла Исааковича Калецкого (1906—1942). Сын — Павел Александрович Гельман (род. 1967), окончил Школу-студию МХАТ, сценарист.

## Общественная позиция
В октябре 1993 года подписал «Письмо сорока двух», о чём спустя 20 лет не сожалел.
В 2001 году подписал письмо в защиту телеканала НТВ. В 2003 году — письмо против войны в Чечне.
В марте 2014 года подписал письмо КиноСоюза своим коллегам с Украины, поддерживающее Евромайдан и осуждающее возможную российскую военную интервенцию на Украину. В мае 2018 присоединился к заявлению российских литераторов в защиту украинского режиссёра Олега Сенцова, осуждённого в России.
В марте 2020 года подписал обращение против принятия поправок к Конституции РФ, предложенных президентом Путиным.
В сентябре 2020 года подписал письмо в поддержку протестных акций в Белоруссии.

## Творчество
Публиковать рассказы и очерки начал в конце 1950-х годов во время службы на Камчатке. В 1970 году Александр Гельман написал сценарии для нескольких документальных фильмов, а также для игрового фильма «Ночная смена» — в соавторстве со своей женой Татьяной Калецкой.
С тем же соавтором он написал сценарии ещё двух художественных фильмов — «Считайте меня взрослым» и «Ксения — любимая жена Фёдора». Широкую известность Гельману принёс снятый в 1974 году по его сценарию фильм «Премия»; позже сценарий был переработан в пьесу «Протокол одного заседания», поставленную в 1975 году Г. Товстоноговым в БДТ и, под названием «Заседание парткома» — О. Ефремовым, шедшей с неизменными аншлагами во МХАТе. Кульминацией спектакля является пронзительный монолог руководителя парткома Соломахина (Евгений Евстигнеев), который заканчивается репликой обращенной в зал: «Товарищи! Мы члены Коммунистической партии Советского Союза, а не члены партии треста № 101! Нет такой партии! И не будет!!!» (после чего зал обычно взрвался бурными овациями). В некоторых провинциальных театрах, сразу после этих слов Соломахин запевал «Интернационал», который подхватывали остальные персонажи спектакля и зрительный зал.
В середине 1970-х годов в Гельмане нашёл своего драматурга ефремовский МХАТ, где были поставлены все его пьесы: помимо «Заседания парткома», «Обратная связь» (1977), «Мы, нижеподписавшиеся» (1979), «Наедине со всеми» (1981), «Скамейка» (1984), «Зинуля» (1986), в 1994 году, уже МХТ им. Чехова, поставил и «Мишин юбилей». Острые, злободневные пьесы Гельмана в жанре производственной драмы, с не всегда правдоподобными сюжетами (А. Смелянский называет их «притчами», а «Протокол одного заседания» — «социологической сказкой про советскую жизнь»), но всегда нацеленные на изучение механики советской жизни, для Ефремова, по словам критика, становились «утолением социальной жажды».
Пьесы Гельмана ставили театры более чем тридцати стран.
В годы Перестройки А. Гельман пьесы уже не писал: «драма как превращённая игра гражданских и политических интересов, не могущих выразиться естественным путём», пишет А. Смелянский, исчерпала себя как для самого драматурга, так и для театра, — он вернулся в журналистику, вёл рубрику в журнале «Искусство кино», был политическим обозревателем газеты «Московские новости». Вновь возвратился к драматургии в начале 2000-х годов. Опубликовал также два сборника стихов и несколько книг эссеистики.
Почётный доктор гуманитарных наук университета Пепердайн (Калифорния, США).

### Произведения

#### Книги
- Премия. — М.: Искусство, 1976.
- Обратная связь. — М.: Искусство, 1978.
- Мы, нижеподписавшиеся. — М.: Искусство, 1980.
- Наедине со всеми. — М.: Искусство, 1983.
- Пьесы. — М.: Советский писатель, 1985. — 272 с., 30 000 экз.
- Наедине со всеми: пьесы. — М.: Вагриус, 2003.
- Когда прошлое было будущим: эссе. — Стратегия, 2003.
- Последнее будущее: стихи. — Время, 2008.
- Костыли и крылья: стихи. — Центр книжной культуры «Гутенберг», 2013.
- Aiexandre Guelman. «Les mots veillent sur nous» — poemes, proses. Collection «Le singulier dans l’instant», 2016.
- После  всего: стихи. — Издательство РСП, 2017.
- Со всеми наедине: стихотворения. Из дневника. Записи разных лет. СПб: Издательство Ивана Лимбаха, 2023. — 416 с.

#### Пьесы
- Протокол одного заседания (1975)
- Обратная связь (1977)
- Мы, нижеподписавшиеся (1978)
- Наедине со всеми (1982)
- Скамейка (1983)
- Зинуля (1984) другое название «Чокнутая»
- Мишин Юбилей (1996) /совместно с Ричардом Нельсоном/
- Профессионалы победы (2002)
- Последнее будущее (2010)
- Альмар (2020)

#### Публицистика
- Что сначала, что потом // ЛГ. — 1986. — 10 сент.;
- Перестройка: Обратные связи // ИК. — 1987. — № 9;
- Время собирания сил // Сов. культура. — 1988. — 9 апр.;
- Вопросы и мысли // ИК. — 1988. — № 9;
- У нас в запасе нет вечности // ИК. — 1989. — № 1;
- Как быть с консерваторами? // ИК. — 1989. — № 4;
- Не выверни свободу наизнанку // ИК. — 1989. — № 7;
- После съезда — перед съездом // ИК. — 1989. — № 8;
- Кино и будущее // СФ. — 1989. — № 8;
- Демократия — это человечность // Сов. культура. — 1989. — 4 ноября;
- Принципы и компромиссы // ИК. — 1989. — № 11;
- Грех упрощенчества // ИК. — 1990. — № 1;
- Третий фронт // ИК. — 1990. — № 4;
- Другие — это мы // ИК. — 1990. — № 5;
- Тоска… // ИК. — 1990. — № 11;
- Игра в бессмертие // ИК. — 1991. — № 1;
- Они должны знать // ИК. — 1991. — № 3;
- Нельзя без зимы // ИК. — 1991. — № 4;
- Дожить бы до смерти // ИК. — 1991. — № 5;
- Откровенно говоря // ИК. — 1991. — № 7;
- Сверху вниз, снизу вверх // ИК. — 1991. — № 10;
- Август // ИК. — 1991. — № 11;
- Народ, начальство и мы // ИК. — 1992. — № 1;
- Если выставить в музее шестидесятника // ИК. — 1992. — № 4;
- Новые чувства, истины старые // ИК. — 1992. — № 5;
- Жажда врага // ИК. — 1992. — № 9;
- На зимнюю трезвую голову // ИК. — 1992. — № 12;
- Демократия и мы // ЭиС. — 1993. — 28 окт. — 4 ноября;
- Апостол Павел и мы // МН. — 1994. — 23 — 30 окт.;
- Две с половиной культуры // ТЖ. — 1995. — № 10;
- Не свободой единой // МН. — 1997. — 23 — 30 марта;
- Моя революция // МН. — 1997. — 2 — 9 ноября;
- Ноги без дороги // ЛГ. — 1999. — 21 октября;
- Детство и смерть // Общая газета — 2005;
- Культура и дикость // ВВС — 2007;
- Таня, я и внутренний цензор // ИК. — 2019. — № 5/6.

### Фильмография
- 1970 — Ночная смена (совместно с Т. Калецкой)
- 1974 — Считайте меня взрослым (совместно с Т. Калецкой)
- 1974 — Ксения, любимая жена Фёдора (совместно с Т. Калецкой)
- 1974 — Премия
- 1977 — Обратная связь
- 1977 — Протокол одного заседания
- 1979 — Неудобный человек (совместно с П. Мовчаном)
- 1980 — Мы, нижеподписавшиеся
- 1986 — Зина-Зинуля
- 1990 — Мы странно встретились
- 2001 — Горбачёв. После империи.
- 2004 — Арье (совместно с Р. Качановым)
- 2006 — Свобода по-русски (документальный телесериал)
- 2014 — Дорога без конца (совместно с Т. Калецкой и В. Меньшовым)

## Награды и призы
- Орден «Знак Почёта» (1984)
- Благодарность Министра культуры Российской Федерации (22 октября 2003 года) — за большой вклад в развитие отечественной драматургии и театра, а также в связи с 70-летием со дня рождения[18]
- Государственная премия СССР (за фильм «Премия») (1976)
- Лауреат Всесоюзного кинофестиваля в номинации «Приз за лучший сценарий за 1978 год» за фильм «Обратная связь»
- «Поэт года » /третья премия/ — 2015, РСП
- Лауреат российской национальной театральной премии «Золотая маска — 2019» за выдающийся вклад в развитие театрального искусства[19].